# Aleksander Waligórski
Pour les autres membres de la famille, voir Famille Waligórski.
Aleksander Waligórski armories Odrowąż (1802-1873) est un ingénieur et un général polonais.

## Biographie
Aleksander Fortunat Józef Roch est le fils de Roch Waligórski et de Kornelia Goczałkowski armoiries Poraj (en). Il est formé à l’École d'artillerie et d’ingénierie de Varsovie où il enseigne en tant que professeur. Après la défaite de l’Insurrection de novembre 1830 durant laquelle il est élevé au rang de capitaine et décoré par deux fois de la croix d'or de la Virtuti Militari (une première fois des mains du général Jan Skrzynecki puis à nouveau de celles du général Gerolamo Ramorino), il émigre en France où il suit les cours de l'école du génie de Metz et en Angleterre. Il s’installe en Norvège en 1838 où il est appelé par le capitaine Pedera Chr. Holsta pour travailler à l’aménagement du territoire. Il apporte ainsi de grands services au développement du réseau routier et ferroviaire de Norvège et collabore avec Nicolaiem Storm Wergelandem à l’élaboration de la première carte routière du pays en 1847. Il est le véritable directeur de l’Office des ports et des voies navigables et devient en 1849 membre de la Société royale norvégienne des sciences de Trondheim. Il se rend en Crimée en 1855 où il appartient à l’état-major du général Władysław Zamoyski au sein de l’Armée ottomane et participe à la guerre de Crimée. Il devient en 1862 le directeur de l’École militaire polonaise (pl) (pl) où il enseigne la topographie, la cartographie et le dessin. Lors de l’Insurrection polonaise, il est nommé intendant-général des insurgés avec le grade de général de brigade en mai 1863 et participe à de nombreuses batailles. Il est chef militaire de la voïvodie de Lublin en juin. Ses troupes sont écrasées le 22 octobre 1863 par une armée russe bien plus nombreuse. Il se retire alors en Galicie puis en France à la fin de la guerre. Il participe à la défense de Paris. Sa vie mouvementée par les guerres et les passions ont eu raison de sa fortune. Il meurt en 1873 à Paris dans le dénuement le plus total. Il fut l'époux de  Emma Marie Meliss (1825, Bavière - 1858, France), dont huit enfants, puis de  Eglantine Bizeuil.

## Sources
- Elżbieta Later Chodyłowa: Polacy w Norwegii. Ambasada Rzeczypospolitej Polskiej w Oslo, 01-23-2002. [dostęp 19-04-2010].
- Klimontów. Muzeum Historii Kielc. [dostęp 19-04-2010].
- Tomasz Brytan: „2 września 1863 r. pod Biłgorajem”. Strona miasta Biłgoraj. [dostęp 19-04-2010].
- Płacząca sanitariuszka. Miejsko-Gminne Centrum Kultury Działoszyce. [dostęp 19-04-2010].
- „Powstańcy z Rudnika”. Rudnik nad Sanem, 15-04-2004. [dostęp 2010-04-19].